# Lijst van regeringsleiders van de Centraal-Afrikaanse Republiek
Dit is een lijst van regeringsleiders van de Centraal-Afrikaanse Republiek.

## Regeringsleiders van de Centraal-Afrikaanse Republiek (1858-heden)
| Regeringsleider | Regeringsleider                                  | Ambtsperiode      | Ambtsperiode      | Partij          |
| --------------- | ------------------------------------------------ | ----------------- | ----------------- | --------------- |
|                 | Barthélemy Boganda (1910-1959) (president)       | 1 december 1958   | 29 maart 1959     | MESAN           |
|                 | Abel Nguéndé Goumba (1x) (1926-2009) (president) | 2 april 1959      | 30 april 1959     | MESAN           |
|                 | David Dacko (1930-2003) (president)              | 1 mei 1959        | 1 januari 1966    | MESAN           |
|                 | Jean-Bedel Bokassa (1921-1996) (president)       | 4 januari 1966    | 4 september 1976  | MESAN           |
|                 | Elisabeth Domitien (v) (1925-2005) (premier)     | 3 januari 1975    | 7 april 1976      | MESAN           |
|                 | Ange-Félix Patassé (1937-2011) (premier)         | 8 december 1976   | 14 juli 1978      | MESAN           |
|                 | Henri Maïdou (1936) (premier)                    | 14 juli 1978      | 26 september 1979 | MESAN           |
|                 | Bernard Ayandho (1930-1993) (premier)            | 26 september 1979 | 22 augustus 1980  | MESAN; 1979 UDC |
|                 | Jean-Pierre Lebouder (1944) (premier)            | 12 november 1980  | 4 april 1981      | UDC             |
|                 | Simon Narcisse Bozanga (1942) (premier)          | 4 april 1981      | 1 september 1981  | UDC             |
|                 | Edouard Frank (1938) (premier)                   | 15 maart 1991     | 4 december 1992   | RDC             |
|                 | Timothée Malendoma (1935-2010) (premier)         | 4 december 1992   | 26 februari 1993  | FC              |
|                 | Enoch Derant Lakoué (1945) (premier)             | 26 februari 1993  | 25 oktober 1993   | PSD             |
|                 | Jean-Luc Mandaba (1943-2000) (premier)           | 25 oktober 1993   | 12 april 1995     | MLPC            |
|                 | Gabriel Koyambounou (1947) (premier)             | 12 april 1995     | 11 juni 1996      | MLPC            |
|                 | Jean-Paul Ngoupande (1948-2014) (premier)        | 11 juni 1996      | 30 januari 1997   | PUN             |
|                 | Michel Gbezera-Bria (1946) (premier)             | 30 januari 1997   | 1 februari 1999   | n/p             |
|                 | Anicet Georges Dologuélé (1957) (premier)        | 1 februari 1999   | 1 april 2001      | MLPC            |
|                 | Martin Ziguélé (1957) (premier)                  | 1 april 2001      | 15 maart 2003     | MLPC            |
|                 | Abel Nguéndé Goumba (2x) (1926-2009) (premier)   | 23 maart 2003     | 11 december 2003  | FPO             |
|                 | Célestin Le Roi Gaombalet (1942) (premier)       | 12 december 2003  | 13 juni 2005      | n/p             |
|                 | Élie Doté (2x) (1947) (premier)                  | 13 juni 2005      | 22 januari 2008   | n/p             |
|                 | Faustin-Archange Touadéra (1926-2009) (premier)  | 22 januari 2008   | 17 januari 2013   | n/p             |
|                 | Nicolas Tiangaye (1956) (premier)                | 17 januari 2013   | 10 januari 2014   | n/p             |
|                 | André Nzapayéké (1951) (interim-premier)         | 25 januari 2014   | 10 augustus 2014  | n/p             |
|                 | Mahamat Kamoun (1961) (interim-premier)          | 10 augustus 2014  | 2 april 2016      | n/p             |
|                 | Simplice Sarandji (1955) (premier)               | 2 april 2016      | 22 februari 2019  | n/p             |
|                 | Firmin Ngrébada (1968) (premier)                 | 25 februari 2019  | 15 juni 2021      | MCU             |
|                 | Henri-Marie Dondra (1966) (premier)              | 15 juni 2021      | 9 februari 2022   | n/p             |
|                 | Félix Moloua (premier)                           | 9 februari 2022   | huidig            | MCU             |

## Afkortingen
- FC = Forum Civique (Burger Forum)
- FPO = Front Patriotique Oubanguien (Patriottisch Front van Oubangui)
- MESAN = Mouvement pour l'Évolution Sociale de l'Afrique Noire (Beweging voor de Sociale Evolutie van de Zwarte Afrikanen, enige toegestane partij 1962-79)
- Mil. = militair
- MCU = Mouvement Cœurs Unis (Beweging Verenigde Harten)
- MLPC = Mouvement pour la Libération du Peuple Centraficain (Beweging voor de Bevrijding van het Centraal-Afrikaanse Volks, socialistisch)
- n/p = partijloos
- PDS = Parti Social-Démocrate (Sociaaldemocratische Partij, sociaaldemocratisch)
- PUN = Parti d'Unité nationale (Nationale Unie Partij)
- RDC = Rassemblement Démocratique Centraficain (Centraal-Afrikaanse Democratische Groepering, enige toegestane partij 1987-91)
- UDC = Union Démocratique Centrafricain (Democratische Unie van Centraal-Afrika, enige toegestane partij 1980)